# RF–8
Az  RF–8, gyári jelzéssel GAZ–98 a második világháború alatt a Szovjetunióban kifejlesztett és gyártott légcsavaros szán (aeroszán).

## Története
A Szovjetunió Állami Védelmi Bizottsága 1941-ben adott megbízást M. V. Veszeljovszkijnak egy aeroszán megtervezésére. Veszeljovszkij már 1932-től foglalkozott aeroszánok tervezésével, nevéhez fűződtek a GGAT–3, a KM–4 és a KM–5 típusjelű modellek. Veszeljovszkij 1941 novemberére elkészült a jármű terveivel, a gyártással pedig a Gorkiji Autógyárat (GAZ) bízták meg. A sorozatgyártás észszerűsítése érdekében a GAZ néhány változtatást hajtott végre az eredeti terveken, ezt a munkát a gyár főkonstruktőre, Andrej Lipgart végezte el. Az RF–8 aeroszán első példányai 1941 december végére készültek el. A jármű a gyártónál a GAZ–98 típusjelet kapta.

## Alkalmazása
A GAZ-nál elkészült aeroszánok egyből a frontra kerültek. Felderítésre, összeköttetésre, járőrözésre, és gyakran bevetésekre is használták. 1941–1942 tele különösen csapadékos volt, ez pedig kedvező feltételeket teremtett  az aeroszámok alkalmazásához. A Vörös Hadseregben kizárólag aeroszánokkal felszerelt nagyobb alakulatok is voltak.

## Szerkezeti kialakítása
Az aeroszánoknál általánosan alkalmazott repülőgépmotor helyett az RF–8-ba a lényegesen olcsóbban gyártható négyhengeres, soros elrendezésű, folyadékhűtésű, benzinüzemű GAZ–M–1 gépkocsi-motort építették be. A motor teljesítménye 37 kW (50 LE) volt, ez a 2,35 m átmérőjű légcsavarral maximálisan 2–2,1 kN tolóerőt biztosított. A motor kéttollú fém légcsavart hajtott fordulatszám-csökkentő hajtóművön (reduktoron) keresztül. A fém légcsavar megbízhatóbb volt, mint a korábbi modelleken alkalmazott fa légcsavarok, ugyanis az erdős-bokros terepen kevésbé volt sérülékeny. A légcsavarokat elölről a törzs oldalára szerelt keretszerkezet védte, amelyeket feltűnő élénkpiros színűre festettek. Ezek a rudak egyúttal azt is megakadályozták, hogy a légcsavar az útjába kerülő tárgyakban vagy személyekben okozzon sérülést.  A motort a törzs hátsó részére két pilon segítségével, egy gondolában helyezték el. A motor előtt volt beépítve a vízhűtő radiátora, a motor mögött pedig reduktor volt a légcsavarral. A motor a motortartó bakra gumi rezgéscsillapítók közbeiktatásával csatlakozott. A törzs motor alatti részébe építették be a 80 literes üzemanyagtartályt és az akkumulátort.
Törzse fából készült dobozszerkezet, amelynek felső része félig nyitott volt, ahol a 2 fős személyzet foglalt helyet. A motorgondola és a futóművek rögzítési pontjai környékén a faszerkezet fém erősítést kapott. A vezető hátul, a lövész pedig elöl foglalt helyet. A lövész 7,62 mm-es DT géppuskáját a törzs elülső részére épített állványra lehetett rögzíteni. A törzsben a géppuskához 10 db tárnak alakítottak ki tárolóhelyet. Az éjszakai használathoz az orr-részre fényszórót építettek. 
Az RF–8 futóművét négy független felfüggesztésű csúszótalp alkotta, amelyek teleszkóppal ellátott rugóstagokra és a hozzá kapcsolódó lengőkarokra voltak rögzítve. Az elülső két sítalp kormányozható volt, ezek elfordításával lehetett irányítani az aeroszánt. A sebességet (tolóerőt) a motor fordulatszámának változtatásával szabályozták, a fékezést pedig a hátsó csúszótalpakba épített és annak síkjából kitolható fékező karmokkal oldották meg. A csúszótalpak fából készültek,  de körben fém védőlemezt kapott. Az elülső és hátsó csúszótalpak mérete megegyezett. 
A futómű rendelkezett még egy speciális felszereléssel. A hosszabb ideig egy helyben álló aeroszán csúszótalpai gyakran lefagytak a hóhoz, és a légcsavar teljesítménye nem volt elég az elinduláshoz. Ezért az egyik oldalra beépítettek egy olyan acélsodronyból és pedálból álló szerkezetet, amellyel a vezető össze tudta húzni az egyik hátsó rugóstagot, majd hirtelen elengedve a járműnél oldalirányú ringást lehetett előidézni. Ez, és a légcsavar tolóereje már általában elegendő volt ahhoz, hogy a lefagyott jármű elinduljon.

## Továbbfejlesztett változat
1942–1943-ban Ivan és Alekszej Beszkurnyikov modernizálták az RF–8 aeroszánt. A továbbfejlesztett változatba a gépkocsimotor helyett a lényegesen erősebb, 81 kW-os (110 LE-s) M–11 repülőgépmotort építették, ez nagyobb sebességet biztosított a járműnek. A repülőgépmotort egy fém keretszerkezettel rögzítették a törzshöz. A modernizált változat a GAZ–98K típusjelet kapta.
Kialakítottak egy zárt kabinnal épített parancsnoki változatot is, ezen nem volt fedélzeti fegyver.